# بویر
بویر (انگلیسی: Boyer) شرکت صنایع غذایی آمریکایی است، که در سال ۱۹۳۶ تأسیس شد.